# 坪井眞里
坪井 眞里（つぼい まり、1952年（昭和27年） - ）は、山形県鶴岡市出身の、NPOバンク『東京コミュニティパワーバンク』理事長。

## 略歴
- 1952年（昭和27年） - 山形県鶴岡市に生れる。
- 1967年（昭和42年） - 鶴岡市立鶴岡第3中学校卒業
- 1970年（昭和45年） - 山形県立鶴岡南高等学校卒業。
- 1974年（昭和49年） - 明治大学文学部史学地理学科卒業。
- 1983年（昭和58年） - 結婚する。
- 1986年（昭和61年） - 住民投票条例制定を求める署名活動受任者となる。
- 1988年（昭和63年） - 泊原発建設反対運動に参加する。
- 2000年（平成12年） - 多摩南生活クラブ生活協同組合理事長に就任。
- 2003年（平成15年） - NPOバンク『東京コミュニティパワーバンク』理事長に就任。
- 2009年（平成21年）7月12日 - 東京都議会議員選挙で、東京・生活者ネットワーク公認、民主党推薦で立候補するが、得票数17,624（11人中8位）で落選する。

## 著作物

### 共著
- 『NPOバンクを活用して起業家になろう』北海道NPOバンク編 2007 昭和堂 ISBN 978-4-8122-0744-4
- 『おカネが変われば世界が変わる〜市民が創るNPOバンク』田中優：編著 2008 コモンズ ISBN 978-4-86187-053-8

## 参考資料
- 坪井まり公式サイト・プロフィール[リンク切れ]